# پیره فتحیال
پیره فتحیال (به انگلیسی: Piera Fatehial) یک روستا در پاکستان است که در ناحیه چکوال واقع شده‌است.